# العلاقات النرويجية الفيتنامية
العلاقات النرويجية الفيتنامية هي العلاقات الثنائية التي تجمع بين النرويج وفيتنام.

## مقارنة بين البلدين
هذه مقارنة عامة ومرجعية للدولتين:
| وجه المقارنة                                              | النرويج                                                   | فيتنام           |
| --------------------------------------------------------- | --------------------------------------------------------- | ---------------- |
| المساحة (كم2)                                             | 385.21 ألف                                                | 331.69 ألف       |
| عدد السكان (نسمة)                                         | 5.33 مليون                                                | 94.66 مليون      |
| الكثافة السكانية (ن./كم²)                                 | 13.84                                                     | 285.39           |
| العاصمة                                                   | أوسلو                                                     | هانوي            |
| اللغة الرسمية                                             | بوكمول، لغات السامي، نينوشك، اللغة النرويجية              | اللغة الفيتنامية |
| العملة                                                    | كرونة نروجية                                              | دونغ فيتنامي     |
| الناتج المحلي الإجمالي (بليون دولار)                      | 398.83 مليار                                              | 234.19 مليار     |
| الناتج المحلي الإجمالي (تعادل القوة الشرائية) بليون دولار | 322.23 مليار                                              | 553.42 مليار     |
| الناتج المحلي الإجمالي الاسمي للفرد دولار أمريكي          | 74.40 ألف                                                 | 2.48 ألف         |
| الناتج المحلي الإجمالي للفرد دولار أمريكي                 | 65.61 ألف                                                 | 5.63 ألف         |
| مؤشر التنمية البشرية                                      | 0.944                                                     | 0.666            |
| رمز المكالمات الدولي                                      | +47                                                       | +84              |
| رمز الإنترنت                                              | .no                                                       | .vn              |
| المنطقة الزمنية                                           | ت ع م+01:00، ت ع م+02:00، توقيت وسط أوروبا، أوروبا/أوسلو ‏ | ت ع م+07:00      |

## منظمات دولية مشتركة
يشترك البلدان في عضوية مجموعة من المنظمات الدولية، منها:
| علم المنظمة | اسم المنظمة                        | تاريخ انضمام النرويج | تاريخ انضمام فيتنام |
| ----------- | ---------------------------------- | -------------------- | ------------------- |
|             | وكالة ضمان الاستثمار متعدد الأطراف | 9 أغسطس 1989         | 5 أكتوبر 1994       |
|             | منظمة الشرطة الجنائية الدولية      | ?                    | ?                   |
|             | منظمة حظر الأسلحة الكيميائية       | ?                    | ?                   |
|             | منظمة التجارة العالمية             | 1995                 | 11 يناير 2007       |
|             | الفريق المعني برصد الأرض           | ?                    | ?                   |
|             | الأمم المتحدة                      | 27 نوفمبر 1945       | 20 سبتمبر 1977      |
|             | مؤسسة التمويل الدولية              | 20 يوليو 1956        | 4 أغسطس 1967        |
|             | يونسكو                             | 4 نوفمبر 1946        | 6 يوليو 1951        |
|             | مؤسسة التنمية الدولية              | 24 سبتمبر 1960       | 24 سبتمبر 1960      |
|             | بنك التنمية الآسيوي                | 1966                 | 1966                |
|             | البنك الدولي للإنشاء والتعمير      | 27 ديسمبر 1945       | 21 سبتمبر 1956      |
|             | المنظمة الهيدروغرافية الدولية      | ?                    | ?                   |
|             | الاتحاد البريدي العالمي            | ?                    | ?                   |
|             | الاتحاد الدولي للاتصالات           | 1866                 | 24 سبتمبر 1951      |

## أعلام
هذه قائمة لبعض الشخصيات التي تربطها علاقات بالبلدين:
- ميلاني ستوك (لاعبة كرة مضرب نرويجية، 1 أكتوبر 1996 – )

## وصلات خارجية
- موقع وزارة الخارجية النرويجية
- موقع وزارة الخارجية الفيتنامية